# Peters-Mastino-Fledermaus
Die Peters-Mastino-Fledermaus (Mormopterus jugularis), (Synonym: Nyctinomus jugularis), ist eine auf Madagaskar vorkommende Art der Bulldoggfledermäuse.

## Beschreibung
Die Peters-Mastino-Fledermaus wiegt im Mittel etwa 8,5–11,5 g. Das Fell ist graubraun, wobei die Bauchseite heller gefärbt ist. Die Unterarmlänge beträgt 36–39 mm. Die Art ähnelt sowohl der Réunion-Mastino-Fledermaus (Mormopterus francoismoutoui) als auch der Mauritius-Mastino-Fledermaus (Mormopterus acetabulosus), mit denen sie nah verwandt ist. Ein Unterschied zu diesen beiden Arten sind die leicht abgerundeten Ohren der Peters-Mastino-Bulldoggfledermaus. Die Ohren sind nicht zusammengewachsen und breiter als lang, was typisch für die Gattung Mormopterus ist. Zwischen den Geschlechtern gibt es morphologische Unterschiede: Männchen besitzen eine Drüse am Hals, die den Weibchen fehlt. Zudem sind Männchen größer als Weibchen.

## Systematik & Verbreitung

Verbreitungsgebiet der Peters-Mastino-Fledermaus

Die Fledermausart kommt nur auf Madagaskar vor, sie ist somit ein Endemit. Es werden keine Unterarten unterschieden. Genetische Untersuchungen legen nahe, dass die Peters- und die Mauritius-Mastino-Fledermaus Schwestertaxa sind. Zudem bildet sie mit der Réunion-Mastino-Fledermaus (Mormopterus francoismoutoui) eine Klade.

## Lebensweise
Quartiere von Peters-Mastino-Fledermäusen befinden sich sowohl in Felshöhlen als auch in Gebäuden. Die Anzahl zusammen ruhender Tiere beträgt meist weniger als 100 Individuen. Das Quartier wird auch mit anderen Arten, darunter die Kleine Bulldoggfledermaus (Chaerephon pumillus) und die Madagassische Weissbauch-Bulldoggfledermaus (Mops leucostigma), geteilt. Die Fledermäuse fliegen und jagen in größerer Höhe, ihre Nahrung besteht hauptsächlich aus Fluginsekten wie Käfern, Schmetterlingen und Schnabelkerfen. Die Anteile der verschiedenen Insekten an der Nahrung variieren über das Jahr, wobei Schnabelkerfe einen größeren Anteil im Winter, Käfer den höheren Anteil im Sommer stellen. Besiedelt werden sowohl Feuchtgebiete als auch aride Zonen, die Art kommt sowohl im Tiefland als auch in Regionen bis etwa 1750 m Höhe vor.

## Etymologie & Forschungsgeschichte
Der Holotypus wurde von J. Caldwell in Madagaskar nahe Antananarivo gesammelt und dem Natural History Museum in London zur Verfügung gestellt. Die Artbeschreibung erfolgte 1865 durch Peters unter dem Namen Nyctinomus (Mormopterus) jugularis, publiziert von William Lutley Sclater.

## Gefährdung
Seitens der IUCN wird die Art auf Grund der Häufigkeit als nicht gefährdet („least concern“) eingestuft.